# Gabri Veiga
Pour les articles homonymes, voir Veiga et Novas.
Gabriel « Gabri » Veiga Novas, né le 27 mai 2002 à O Porriño en Espagne, est un footballeur espagnol qui évolue au poste de milieu relayeur ou milieu offensif au FC Porto.

## Biographie

### En club
Né à O Porriño en Espagne, Gabri Veiga est formé par le Celta de Vigo. Il fait ses débuts avec l'équipe réserve du club à l'âge de 17 ans en 2019.
Le 19 septembre 2020, Veiga joue son premier match en équipe première à l'occasion d'une rencontre de Liga face au Valence CF. Il entre en jeu à la place de Jeison Murillo et son équipe l'emporte par deux buts à un,.
Le 3 mai 2022, Gabri Veiga prolonge son contrat avec le Celta de Vigo jusqu'en juin 2026.
Il inscrit son premier but en professionnel le 10 septembre 2022, lors d'une rencontre de Liga face à l'Atlético de Madrid. Entré en jeu à la place de Carles Pérez, il ne peut empêcher la défaite de son équipe (4-1 score final).
En 2023 il rejoint l'équipe de Al-Ahli FC pour rejoindre Roberto Firmino, Riyad Mahrez et Édouard Mendy.
En juin 2025, il rejoint le FC Porto pour disputer la Coupe du Monde des clubs aux États-Unis. Selon plusieurs médias, il renoncerait à 90% de son salaire à l'occasion de ce transfert.

### En sélection
Gabri Veiga représente l'équipe d'Espagne des moins de 18 ans entre 2019 et 2020. Pour son premier match, le 9 décembre 2019 contre la Roumanie, il se fait remarquer en inscrivant un but (2-2 score final). Au total il marque deux buts en cinq matchs joués.
Le 18 novembre 2022, Veiga joue son premier match avec l'équipe d'Espagne espoirs face au Japon. Il entre en jeu et son équipe s'impose par deux buts à zéro.

## Statistiques

### En club
| Saison                | Club                  | Championnat           | Championnat | Championnat | Championnat | Coupe(s) nationale(s) | Coupe(s) nationale(s) | Coupe(s) nationale(s) | Supercoupe | Supercoupe | Supercoupe | Compétition(s) continentale(s) | Compétition(s) continentale(s) | Compétition(s) continentale(s) | Compétition(s) continentale(s) | Coupe du monde des clubs | Coupe du monde des clubs | Coupe du monde des clubs | Total | Total | Total |
| Saison                | Club                  | Division              | M.          | B.          | P.d.        | M.                    | B.                    | P.d.                  | M.         | B.         | P.d.       | Comp.                          | M.                             | B.                             | P.d.                           | M.                       | B.                       | P.d.                     | M.    | B.    | P.d.  |
| 2020-2021             | Celta de Vigo         | Liga                  | 6           | 0           | 0           | 0                     | 0                     | 0                     | -          | -          | -          | -                              | -                              | -                              | -                              | -                        | -                        | -                        | 6     | 0     | 0     |
| 2021-2022             | Celta de Vigo         | Liga                  | 7           | 0           | 0           | 3                     | 0                     | 0                     | -          | -          | -          | -                              | -                              | -                              | -                              | -                        | -                        | -                        | 10    | 0     | 0     |
| 2022-2023             | Celta de Vigo         | Liga                  | 36          | 11          | 4           | 3                     | 0                     | 0                     | -          | -          | -          | -                              | -                              | -                              | -                              | -                        | -                        | -                        | 39    | 11    | 4     |
| 2023-2024             | Celta de Vigo         | Liga                  | 1           | 0           | 0           | -                     | -                     | -                     | -          | -          | -          | -                              | -                              | -                              | -                              | -                        | -                        | -                        | 1     | 0     | 0     |
| Sous-total            | Sous-total            | Sous-total            | 50          | 11          | 4           | 6                     | 0                     | 0                     | -          | -          | -          | -                              | -                              | -                              | -                              | 0                        | 0                        | 0                        | 56    | 11    | 4     |
| 2023-2024             | Al-Ahli FC            | Saudi Pro League      | 18          | 4           | 3           | 2                     | 0                     | 1                     | -          | -          | -          | -                              | -                              | -                              | -                              | -                        | -                        | -                        | 20    | 4     | 4     |
| 2024-2025             | Al-Ahli FC            | Saudi Pro League      | 32          | 7           | 5           | 1                     | 0                     | 0                     | 1          | 0          | 0          | ACL                            | 12                             | 1                              | 1                              | -                        | -                        | -                        | 46    | 8     | 6     |
| Sous-total            | Sous-total            | Sous-total            | 50          | 11          | 8           | 3                     | 0                     | 1                     | 1          | 0          | 0          | -                              | 12                             | 1                              | 1                              | 0                        | 0                        | 0                        | 66    | 12    | 10    |
| 2024-2025             | FC Porto              | Primeira Liga         | -           | -           | -           | -                     | -                     | -                     | -          | -          | -          | -                              | -                              | -                              | -                              | 3                        | 0                        | 1                        | 3     | 0     | 1     |
| 2025-2026             | FC Porto              | Primeira Liga         | 2           | 0           | 1           | -                     | -                     | -                     | -          | -          | -          | -                              | -                              | -                              | -                              | -                        | -                        | -                        | 2     | 0     | 1     |
| Sous-total            | Sous-total            | Sous-total            | 2           | 0           | 1           | 0                     | 0                     | 0                     | 0          | 0          | 0          | -                              | 0                              | 0                              | 0                              | 3                        | 0                        | 1                        | 5     | 0     | 2     |
| Total sur la carrière | Total sur la carrière | Total sur la carrière | 102         | 22          | 13          | 9                     | 0                     | 1                     | 1          | 0          | 0          | -                              | 12                             | 1                              | 1                              | 3                        | 0                        | 1                        | 127   | 23    | 16    |

## Palmarès

### En club
- Al-Ahli FC (1) 
  - Ligue des champions de l’AFC (1)
    - Vainqueur : 2025.